# محطة متسامور الكهروذرية
محطة متسامور الكهروذرية (بالأرمنية: Մեծամորի ատոմակայան) هي محطة لتوليد الكهرباء تعمل بالطاقة النووية، تقع على بعد 30 كيلومترا غرب العاصمة الأرمنية يريفان. بنيت المحطة في سبعينيات القرن العشرين إبان الحقبة السوفييتة. تتألف المحطة من مفاعلين نووين بقوة 408 ميجاواط. وفي الوقت الحاضر تؤمن المحطة 40% من احتياجات أرمينيا من الكهرباء.